# جيرد هينيغ
جيرد هينيغ (بالألمانية: Gerd Hennig)‏ هو لاعب كرة قدم وحكم كرة قدم ألماني، ولد في 24 أبريل 1935 في Meiderich ‏ في ألمانيا، وتوفي في 26 ديسمبر 2017.